# Dieffenbachia obliqua
Dieffenbachia obliqua är en kallaväxtart som beskrevs av Eduard Friedrich Poeppig. Dieffenbachia obliqua ingår i släktet prickbladssläktet, och familjen kallaväxter. Inga underarter finns listade.